# Новокуйбышевская ТЭЦ-1
Новокуйбышевская ТЭЦ-1 — энергетическое предприятие в городе Новокуйбышевске, (Самарская область).
ТЭЦ входит в Самарский филиал ПАО "Т плюс" (ранее входила в Волжскую территориальную генерирующую компанию). Обеспечивает энергоснабжение, отопление и горячее водоснабжение промышленных предприятий и населения г. Новокуйбышевска.
Существующая тепловая схема ТЭЦ выполнена с поперечными связями.

## История и деятельность
Строительство Новокуйбышевской ТЭЦ-1 началось в 1948 году как цеха Новокуйбышевского нефтеперерабатывающего завода Министерства нефтяной промышленности СССР, а в 1951 году, по распоряжению Совета министров, ТЭЦ-1 была передана в подчинение Куйбышевского районного энергетического управления «Куйбышевэнерго».
Новокуйбышевская ТЭЦ-1 явилась одной из первых среди тепловых электростанций страны, на которых впервые в отечественном энергостроении внедрялось и осваивалось оборудование высокого давления на параметры пара 90 ата и 500°С.
Основной ввод мощностей осуществлен в 1951—1956 годах. Было установлено 13 котлоагрегатов общей паропроводительностью 2810 т/час и 11 турбогенераторов электрической мощностью 275 МВт.
В связи с прекращением паропотребления Новокуйбышевским НПЗ и снижением нагрузок по горячей воде значительная часть оборудования не используется. По указанию ОАО «Самараэнерго» выведено в длительную консервацию следующее основное оборудование станции: котлоагрегаты № 5, 10, 11, 12, 13 типа ТП-230; турбоагрегаты № 5 типа ВР-22-18-4, № 8, 10, 11 типа ВР-22-2 и № 12 типа ВР-4-3; вспомогательное оборудование к перечисленным выше котлоагрегатам и турбоагрегатам. 01.01.2012 турбоагрегаты № 5, 8, 10, 11, 12 выведены из эксплуатации. 01.01.2013 выведен из эксплуатации турбоагрегат № 3.
В 2017 году три газотурбинные установки Новокуйбышевской ТЭЦ-1 приступили к работе на рынке нормированного первичного регулирования частоты (НПРЧ) в энергосистеме России. Это один из видов системных услуг, необходимый для обеспечения стабильной частоты тока 50 Гц в энергосистеме страны.
В 2021 году был продан и в последствии демонтирован ряд недействующего оборудования, а именно паровые котлоагрегаты №3,4,5,7,8,9,10,11,12,13, водогрейный котлоагрегат №14, турбогенераторы №2,3,7,8,9,10,11,12 и вспомогательное оборудование к перечисленным выше котлоагрегатам и турбоагрегатам.
В 2021 году выполнены работы по капитальным ремонтам (большим инспекциям) газовых турбин №1,2, а в 2022 году закончен капитальный ремонт газовой турбины №3. Обслуживание газовых турбин производилось специализированной организацией ООО "Зульцер Турбо Сервисес Рус" (с 2023 года ООО "ТурбоСервис Рус").
В 2021 году приказом станции введен в работу пиковый водогрейный котел типа КВ-ГМ-116,3-150Н АО «Бийский котельный завод» номинальной теплопроизводительностью 116,3 МВт (100 Гкал/ч) с присвоением ст. №5.

## Модернизация энергетической отрасли
Механизм строительства и модернизации электрогенерирующих мощностей по договорам о поставке мощности (ДПМ) стал частью реформы РАО ЕЭС в конце 2000-х годов. Он использовался для привлечения в отрасль негосударственных инвестиций на рыночных, взаимовыгодных для банков и генерирующих компаний условиях. По ДПМ энергетики брали на себя обязательство инвестировать средства в строительство новых станций или модернизацию действующих. Государство со своей стороны гарантировало, что в течение 10 лет вся произведенная на этих станциях электроэнергия будет закупаться на оптовом рынке. За этот срок инвесторы смогут вернуть все вложенные средства. ДПМ стали частью первой инвестиционной программы «КЭС Холдинга» (с 2015 года переименован в Группу «Т Плюс»).
15 октября 2013 года состоялся пуск нового энергоблока, построенного в рамках инвестиционного проекта КЭС-Холдинга и ОАО «Волжская ТГК». В 2013 году на Новокуйбышевской ТЭЦ-1 в рамках инвестиционной программы был введен в эксплуатацию новый энергоблок («Кремень»). Блок состоит из трех газотурбинных установок производства General Electric и трех паровых котлов-утилизаторов производства белгородского ЗАО Энергомаш, суммарной мощностью 231 МВт. Ввод нового энергоблока обеспечил повышение надежности энергоснабжения жителей и предприятий города, повысил экономичность и экологичность работы станции, а также на долгосрочную перспективу решил проблему энергодефицита в Новокуйбышевском энергоузле.
Параллельно с этим на Новокуйбышевской ТЭЦ-1 выполнена реконструкция турбины ст.№6. Это повысило эффективность использования как действующего оборудования, так и нового газотурбинного энергоблока.

## Адрес
- 446207, Самарская область, г. Новокуйбышевск.

## Перечень основного оборудования
| Агрегат                              | Тип                         | Изготовитель                                     | Количество | Ввод в эксплуатацию | Основные характеристики      | Основные характеристики | Источники   |
| Агрегат                              | Тип                         | Изготовитель                                     | Количество | Ввод в эксплуатацию | Параметр                     | Значение                | Источники   |
| ------------------------------------ | --------------------------- | ------------------------------------------------ | ---------- | ------------------- | ---------------------------- | ----------------------- | ----------- |
| Оборудование паротурбинных установок |                             |                                                  |            |                     |                              |                         |             |
| Паровой котёл                        | ТП-170                      | Таганрогский котельный завод «Красный котельщик» | 2          | 1951 г. 1952 г.     | Топливо основное (резервное) | газ (мазут)             | [ 2 ]       |
| Паровой котёл                        | ТП-170                      | Таганрогский котельный завод «Красный котельщик» | 2          | 1951 г. 1952 г.     | Производительность           | 170 т/ч                 | [ 2 ]       |
| Паровой котёл                        | ТП-170                      | Таганрогский котельный завод «Красный котельщик» | 2          | 1951 г. 1952 г.     | Параметры пара               | 100 кгс/см2, 510 °С     | [ 2 ]       |
| Паровой котёл                        | ТП-230                      | Таганрогский котельный завод «Красный котельщик» | 1          | 1952—1957 г.        | Топливо                      | газ                     | [ 2 ]       |
| Паровой котёл                        | ТП-230                      | Таганрогский котельный завод «Красный котельщик» | 1          | 1952—1957 г.        | Производительность           | 230 т/ч                 | [ 2 ]       |
| Паровой котёл                        | ТП-230                      | Таганрогский котельный завод «Красный котельщик» | 1          | 1952—1957 г.        | Параметры пара               | 100 кгс/см2, 510 °С     | [ 2 ]       |
| Паровая турбина                      | ПТ-25-90/10                 | Ленинградский металлический завод                | 1          | 1951 г.             | Установленная мощность       | 25 МВт                  | [ 2 ]       |
| Паровая турбина                      | ПТ-25-90/10                 | Ленинградский металлический завод                | 1          | 1951 г.             | Тепловая нагрузка            | — Гкал/ч                | [ 2 ]       |
| Паровая турбина                      | Т-25-90                     | Уральский турбинный завод                        | 1          | 1963 г.             | Установленная мощность       | 25 МВт                  | [ 2 ]       |
| Паровая турбина                      | Т-25-90                     | Уральский турбинный завод                        | 1          | 1963 г.             | Тепловая нагрузка            | — Гкал/ч                | [ 2 ]       |
| Паровая турбина                      | ТП-35/40-8,8                | Уральский турбинный завод                        | 1          | 2014 г.             | Установленная мощность       | 35 МВт                  | [ 2 ] [ 4 ] |
| Паровая турбина                      | ТП-35/40-8,8                | Уральский турбинный завод                        | 1          | 2014 г.             | Тепловая нагрузка            | — Гкал/ч                | [ 2 ] [ 4 ] |
| Водогрейное оборудование             |                             |                                                  |            |                     |                              |                         |             |
| Водогрейный котел                    | КВ-ГМ-116,3-150Н            | АО «Бийский котельный завод»                     | 1          | 2021 г.             | Топливо основное (резервное) | газ (мазут)             |             |
| Водогрейный котел                    | КВ-ГМ-116,3-150Н            | АО «Бийский котельный завод»                     | 1          | 2021 г.             | Тепловая нагрузка            | 116,3 МВт               |             |
| Водогрейный котел                    | КВ-ГМ-116,3-150Н            | АО «Бийский котельный завод»                     | 1          | 2021 г.             | Тепловая нагрузка            | 100 Гкал/ч              |             |
| Оборудование газотурбинных установок |                             |                                                  |            |                     |                              |                         |             |
| Газовая турбина                      | PG6111FA                    | General Electric                                 | 3          | 2013 г.             | Топливо                      | газ                     | [ 2 ]       |
| Газовая турбина                      | PG6111FA                    | General Electric                                 | 3          | 2013 г.             | Установленная мощность       | 76,5 МВт                | [ 2 ]       |
| Газовая турбина                      | PG6111FA                    | General Electric                                 | 3          | 2013 г.             | tвыхлопа                     | — °C                    | [ 2 ]       |
| Котёл-утилизатор                     | КГТ-119/10.0-510-18/0.8-210 | Энергомаш (Белгород) — БЗЭМ                      | 3          | 2013 г.             | Производительность           | 119 т/ч                 | [ 2 ]       |
| Котёл-утилизатор                     | КГТ-119/10.0-510-18/0.8-210 | Энергомаш (Белгород) — БЗЭМ                      | 3          | 2013 г.             | Параметры пара               | 100 кгс/см2, 510 °С     | [ 2 ]       |
| Котёл-утилизатор                     | КГТ-119/10.0-510-18/0.8-210 | Энергомаш (Белгород) — БЗЭМ                      | 3          | 2013 г.             | Тепловая мощность            | — Гкал/ч                | [ 2 ]       |